# Prinses Christinahaven
De Prinses Christinahaven was een haven in het Eemhaven-gebied in Rotterdam. De haven kreeg zijn naam in 1967 en werd gedempt in 2001. Het gedempte gebied is in gebruik gekomen bij het bedrijf Interforest Terminal Rotterdam (ITR), een bedrijf gericht op de distributie van Scandinavisch papier. Schepen voor dit bedrijf meren aan in de Prins Willem Alexanderhaven op het terrein dat voorheen behoorde aan ECT.